# Christiaan Philip Karel von Winckel

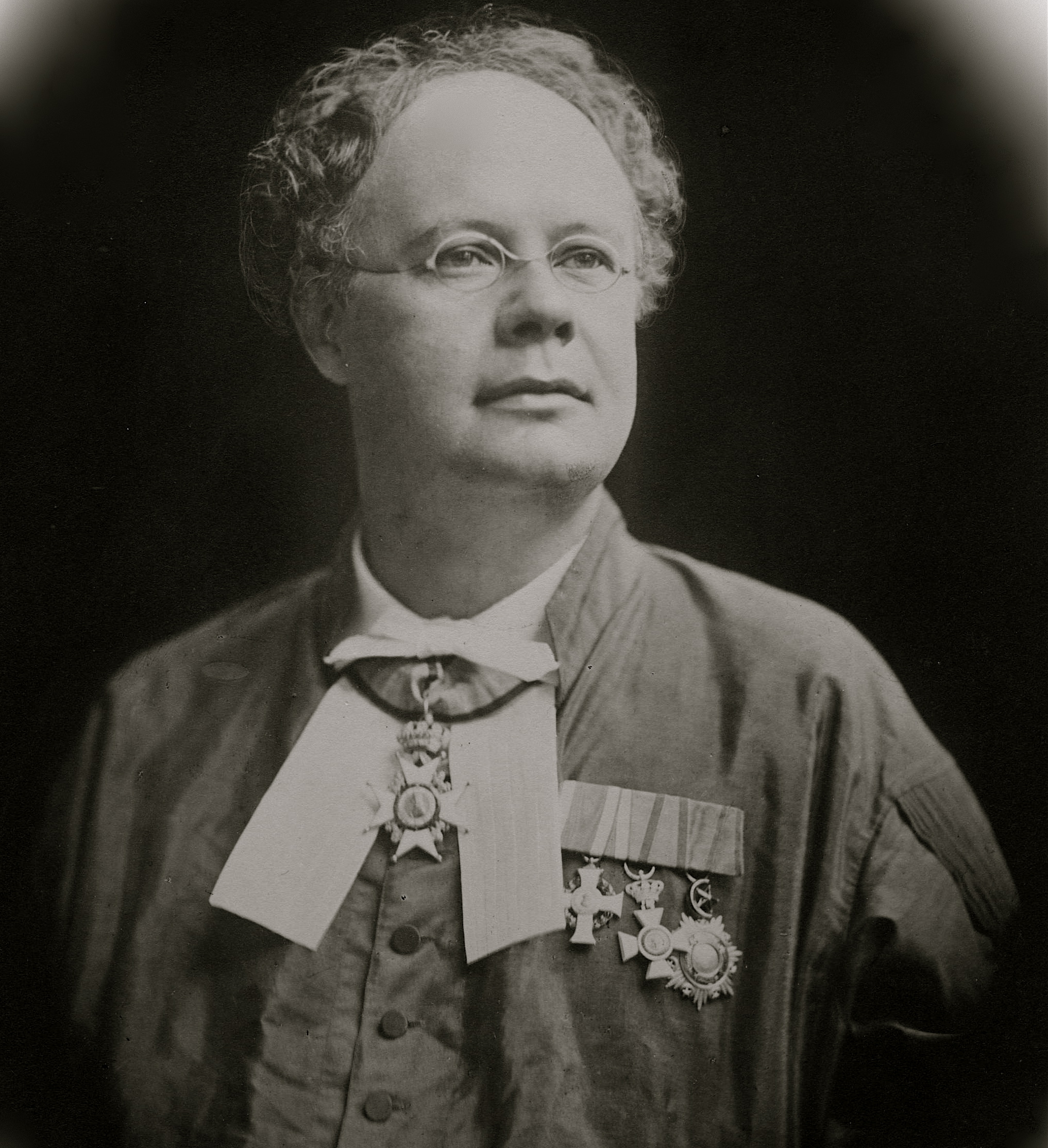
Mr. Christiaan Philip Karel von Winckel

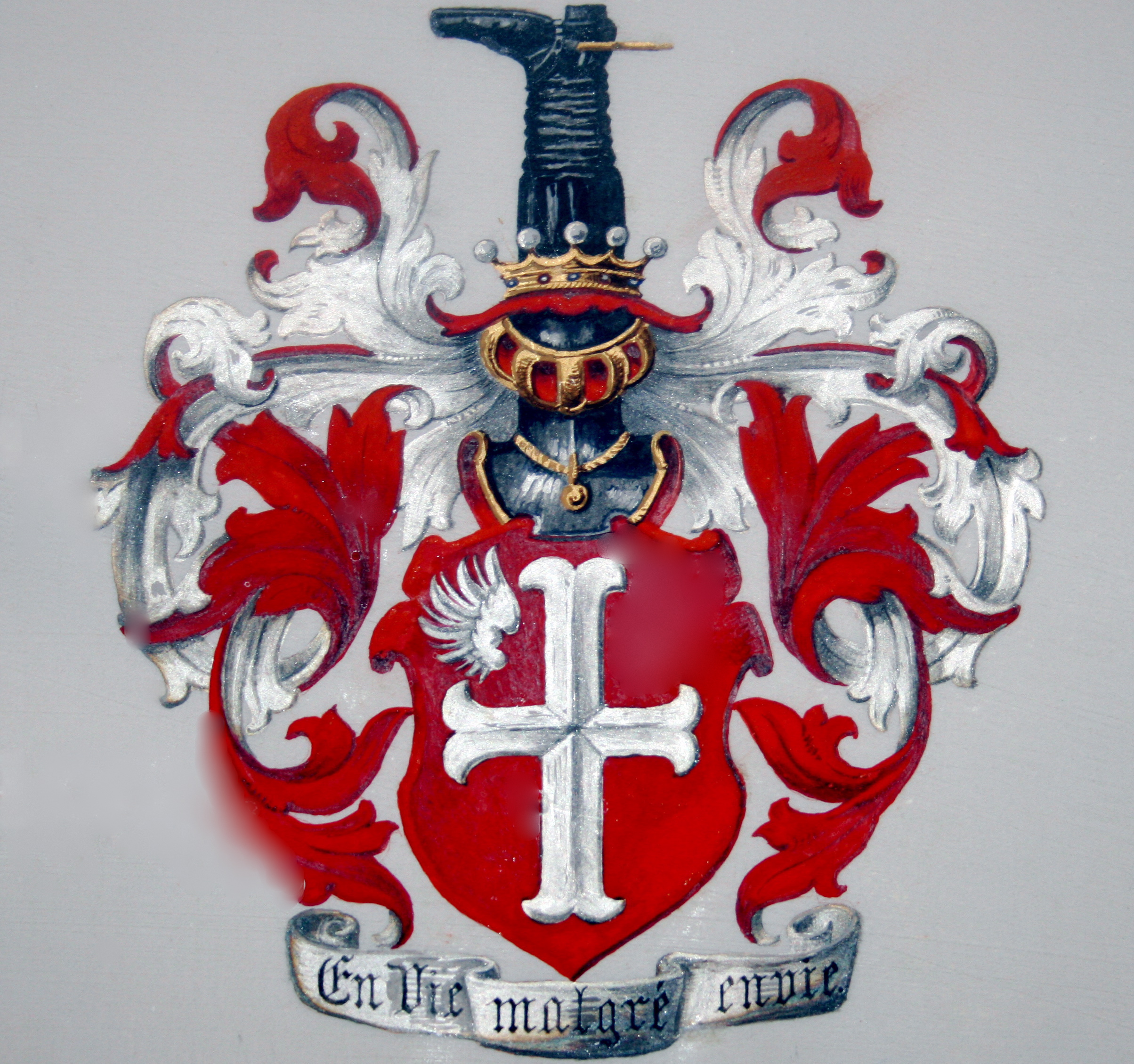
Familiewapen von Winckel

Christiaan Philip Karel von Winckel ('s-Gravenhage, 26 augustus 1842 - Gotha, 16 september 1884) was een Nederlandse advocaat, procureur en rechter.

## Familie
Winckel was een lid van de in het Nederland's Patriciaat opgenomen familie Winckel. Hij was een zoon van kolonel Christiaan Philip Winckel (1799-1861) en Charlotte de Veye (1814-1878). Hij trouwde in 1872 met Eleonore Henriette Fredrique Mansfeldt (1841-1895), dochter van Arnold Emile Mansfeldt, adjudant van koning Willem III der Nederlanden; uit dit huwelijk, dat op 27 maart 1883 door echtscheiding werd ontbonden, werd een dochter geboren met wie deze adellijke tak in 1926 uitstierf.
Von Winckel verloofde zich na zijn scheiding in 1883 een halfjaar voor zijn dood in 1884 nog met Charlotte von Wulcknitz

## Loopbaan
Winckel was advocaat en procureur en plaatsvervangend residentierechter te Semarang, en later rechter van de internationale rechtbank te Alexandrië. Hij werd particulier secretaris van de hertog van Saksen-Coburg-Gotha. Op 21 juli 1883 werd hij verheven in de Saksische adel.

## Onderscheidingen
- Commandeur in de Saksisch-Ernestijnse Huisorde
- Ridder in de Albrechtsorde
- Ridder in de keizerlijke orde van Mejidie